# Дело Тимура Иванова
Де́ло Тимура Иванова — уголовный процесс по обвинению в преступлении, предусмотренном частью 6 статьи 290 Уголовного кодекса Российской Федерации (получение взятки в особо крупном размере). По судопроизводству проходят трое — государственный деятель, заместитель министра обороны Российской Федерации Тимур Иванов и бизнесмены Сергей Бородин и Александр Фомин. В результате дела Тимур Иванов был отстранён, а затем уволен с поста замминистра обороны РФ.

## История

### Аресты
23 апреля 2024 года Тимур Иванов был задержан на рабочем месте правоохранительными органами по подозрению в получении взятки в особо крупном размере: на сумму 1 миллиард 185 млн рублей (ч. 6 ст. 290 УК РФ). Задержание замминистра обороны произошло в служебном кабинете в то же время, когда в министерстве была коллегия с участием Иванова и Сергея Шойгу. 24 апреля Иванов арестован Басманным районным судом на 2 месяца. Когда его арестовали, то на суде он предстал в военной форме с орденами. Иванов свою вину не признал. 25 апреля стало известно, что суд наложил арест на все активы и счета, которые зарегистрированы на самого Иванова и его жену, а также на бывших жён чиновника и его пятерых детей. По данным издания «Важные истории», настоящей причиной ареста Иванова является подозрение в государственной измене. Адвокат Иванова заявил, что подзащитный обвиняется только в получении взятки, а информация о госизмене ложна, при этом дeньги как прeдмет взятки в деле Иванова не фигурируют. 26 апреля Иванов подал жалобу на свой арест с требованием его освобождения из СИЗО.
Вторым арестованным по делу о взятке стал глава компании «Волжский берег» Сергей Бородин, который находился «в дружеских связях с заместителем министра обороны РФ» и «курировал вопросы строительства и капитального ремонта объектов министерства обороны». В постановлении суда об аресте Иванова и Бородина утверждалось, что они «вступили в преступный сговор с третьими лицами, заранее объединились с ними для совершения организованной группой преступления — получения взятки в особо крупном размере в виде оказания услуг имущественного характера при проведении подрядных и субподрядных работ для нужд Министерства обороны». По данным журналистского расследования 2023 года, возглавляемая Бородиным компания строила Иванову поместье в Тверской области.
25 апреля был арестован соучредитель компании-подрядчика Минобороны «Олимпситистрой» Александр Фомин, который был с Ивановым «в доверительных отношениях и разрешал ему не платить за товары и услуги, связанные с ремонтом и реконструкцией зданий». Фомин перед арестом отказался от сделки со следствием. Его обвиняют в даче взятки (часть 5 статьи 291 Уголовного кодекса РФ) по статье предусматривающей до 15 лет лишения свободы, и отправили в СИЗО до 23 июня.

### Увольнение Иванова
Вечером 24 апреля 2024 года, по данным ТАСС и РБК, министр обороны Сергей Шойгу своим приказом временно отстранил Тимура Иванова от занимаемой должности. Позднее стало известно, что 26 апреля Иванов уволен с должности заместителя Министра обороны по пункту 1.1 части 1 статьи 37 Федерального закона от 27 июля 2004 г. № 79-ФЗ «О государственной гражданской службе РФ» (утрата доверия к гражданскому служащему «в случаях несоблюдения ограничений и запретов, требований о предотвращении или об урегулировании конфликта интересов и неисполнения обязанностей, установленных в целях противодействия коррупции»).

### Дальнейшие события
За этим в мае 2024 года последовали чистки в Минобороны РФ, когда были произведены аресты ещё шести генералов:
- начальник Главного управления кадров Юрий Кузнецов,
- бывший командующий 58-й армией Иван Попов,
- начальник Главного управления связи — заместитель начальника Генерального штаба Вадим Шамарин
- и другие.

12 мая 2024 года, через три недели после ареста Иванова, Сергей Шойгу, который занимал должность министра обороны более 11 лет, был назначен Владимиром Путиным на должность секретаря Совета Безопасности России.
19 ноября было завершено следствие по второму и третьему эпизоду уголовного дела Иванова (растрата 3,2 миллиардов рублей у банка «Интеркоммерц», а также растрата более 200 миллионов рублей на покупке и продаже паромов для Керченской переправы).

### Суд
Изначально материалы первого уголовного дела поступили в Хамовнический районный суд Москвы, но после предварительных слушаний были переданы в Мосгорсуд. 24 марта 2025 года Мосгорсуд приступил к рассмотрению уголовного дела в отношении Тимура Иванова по существу.
1 июля Московский городской суд приговорил Тимура Иванова к 13 годам колонии общего режима и к штрафу в размере 100 млн. рублей. Кроме того, суд лишил Иванова права занимать административные должности сроком на четыре года и назначил два года ограничения свободы. Мосгорсуд обратил в доход государства все арестованные ранее активы Иванова и членов его семьи. Как указано в приговоре, он лишен госнаград, включая двух орденов "За заслуги перед Отечеством" третьей и четвертой степени. Кроме того, суд приговорил бывшего подчиненного Иванова Антона Филатова к 12,5 года колонии и штрафу в размере 25 млн рублей.

## Подозреваемые
- Тимур Вадимович Иванов — российский государственный деятель, заместитель министра обороны Российской Федерации с 23 мая 2016 года по 26 апреля 2024 года. Действительный государственный советник Российской Федерации 1 класса. Кандидат экономических наук.
- Сергей Владимирович Бородин — бизнесмен, доверенное лицо замминистра, руководитель компании «Волжский берег». Ранее он был заместителем главы департамента расквартирования Минобороны[16].
- Александр Григорьевич Фомин — бизнесмен, совладелец компании «Олимпcитистрой»[16].

## Оценки
По данным Фонда Карнеги этот случай является первым, когда под удар попал видный представитель кланов, контролирующих значимые ресурсы. Арест замминистра обороны во время войны стал самым значимым примером внутривластных разбирательств. Политолог Татьяна Становая считает, что в задержании замминистра есть «элемент игры» против Шойгу.